# ژاکلین چارکچی
ژاکلین چارکچی (ارمنی: Ժակլին Չարքչը؛ زادهٔ ۱ ژانویهٔ ۱۹۵۸) خواننده اپرا ارمنی‌تبار اهل ترکیه است. وی یک خواننده متزو-سوپرانو در اپرای دولتی استانبول می‌باشد.

## زندگی‌نامه
ژاکلین در سنین کودکی توسط پدرش «ژیرایر چارکچی» که یکی از نخستین تکنوازان اپرای دولتی استانبول بود به اپرا معرفی شد. ژاکلین چارکچی حرف خویش را با اجرای نقش «Azuncena» در اپرای "Il trovatore" اثر جوزپه وردی در اپرای دولتی استانبول آغاز نمود. وی به خاطر بیش از ۱۵۰ مرتبه اجرای شخصیت اصلی اپرای کارمن شناخته می‌شود. دختر ژاکلین، سیرل هاکوپ اوغلو نیز همچنین یک هنرمند در اپرای دولتی استانبول می‌باشد. پس از اعطاء "بورسیه تحصیلی «Prime Ministry Information and Good Manners» توسط وزارت فرهنگ ترکیه در سال‌های ۱۹۹۳ و ۱۹۹۴ وی برای همکاری با رهبران ارکستر و مدیران صحنه همچون «Robert Wagner", "Roberto Benzi", "Lucas Caritions", "Letizia Cavani» و «Giancarlo del Monaco» به ایتالیا رفت. در سال ۲۰۰۵ در فوجا، ایتالیا، وی در مسابقات آوازخوانی امبرتو جوردانو به مقام اول رسید.